# Christus triumphans

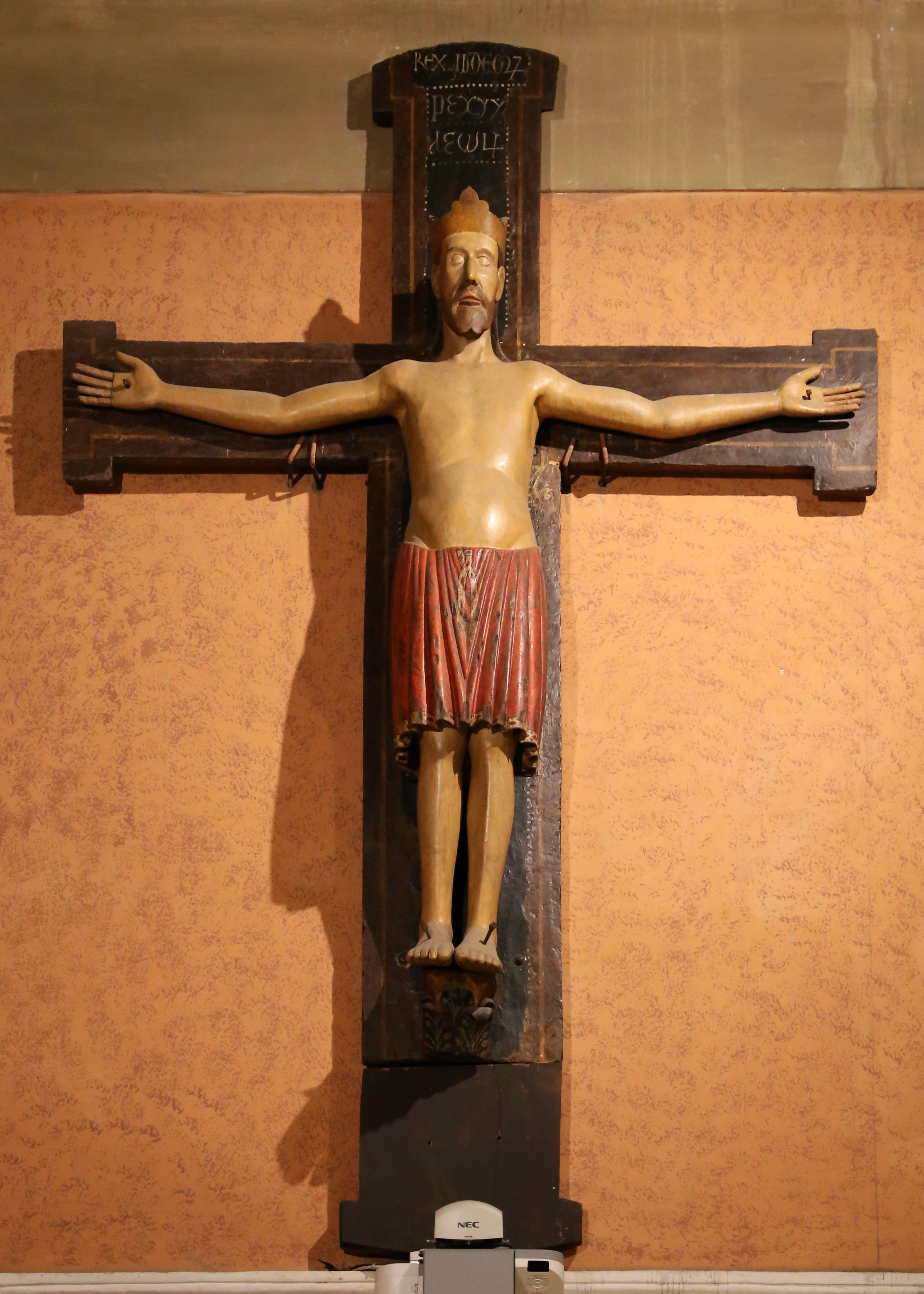
Esempio di Christus triumphans, all'incirca risalente al XII secolo, conservato a Forlì, all'interno della cattedrale di Santa Croce.

Il Cristo trionfante (in latino Christus triumphans) è un tema iconografico legato alla Crocifissione che mostra Gesù crocifisso vivo, con la figura intera dritta, in posa statica, con la testa non reclinata, gli occhi ben aperti e con l'espressione intensa, serena, non sofferente. Spesso è anche assente la ferita sul costato. Il corpo è definito sulla scorta di sommarie conoscenze anatomiche. Mirava a rappresentare la divinità incarnata che non soffre sulla croce e che non muore, "trionfante" sulla morte. 
Si tratta di un tipo di raffigurazione tipica dell'Alto Medioevo e l'unica ad essere in voga nella produzione fino a tutto il XII secolo. A partire dai primi decenni del XIII secolo fa la sua comparsa nelle croci dipinte l'iconografia del Christus patiens che gradualmente soppianterà quella del Christus triumphans, ad opera di artisti come Giunta Pisano e Cimabue. L'iconografia sarà comunque ancora presente, seppur non dominante, nelle produzioni della seconda metà del XIII secolo e, ancor più raramente, nella prima metà del XIV secolo.